# Torama

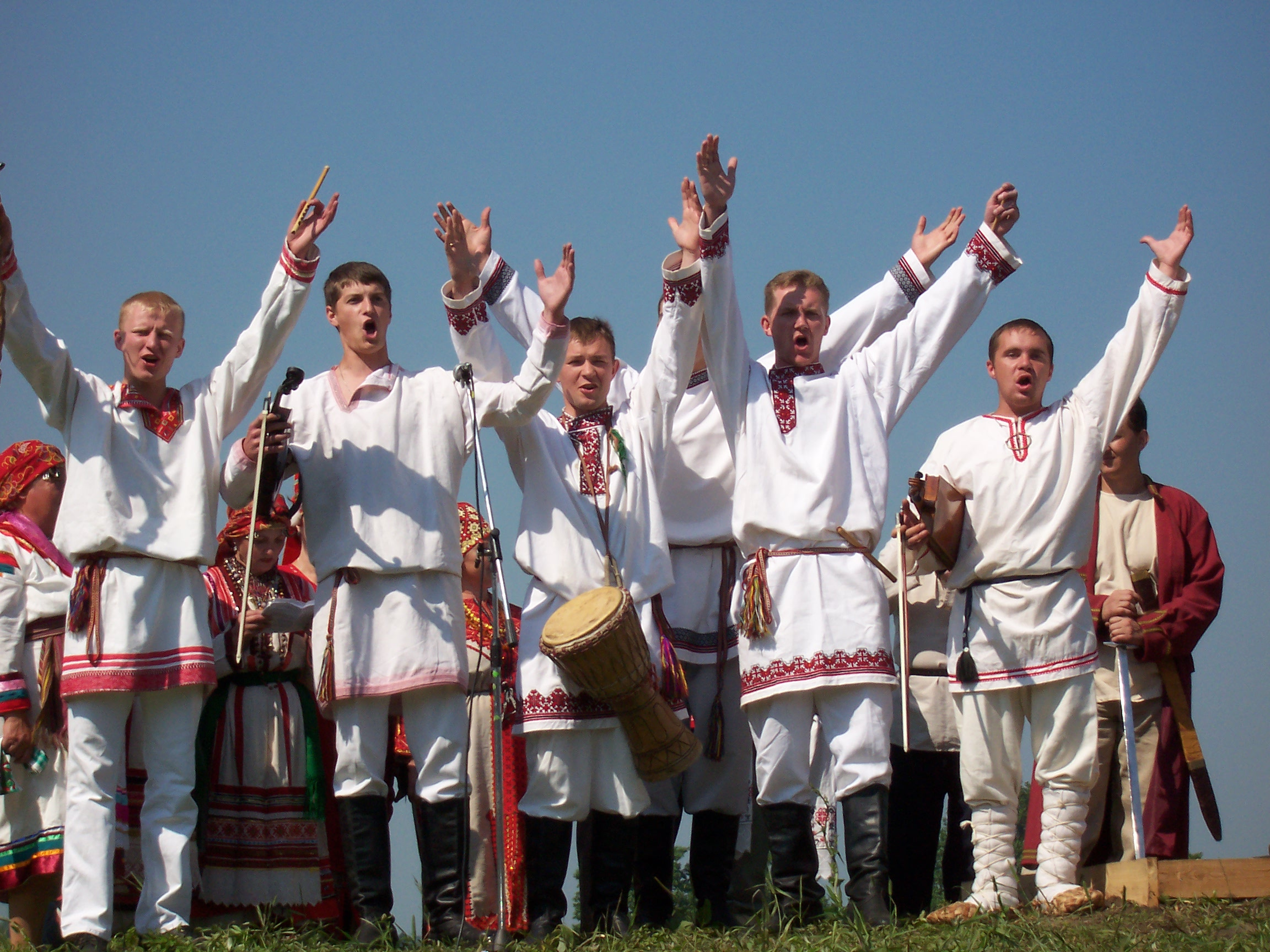
2004 spectacol în Chukaly, Mordovia

Torama (rusă То́рама, nume alternativ în erziană) este un grup de muzică din Saransk, Mordovia din Rusia, care interpretează cântece și muzică tradițională a grupurilor etnice din Mordovia, și anume Erzia, Mokșa, Shoksha și Qaratay . 

## Istorie
Creat în 1990 de 4 cercetători ai limbii și tradițiilor din Mordovia, URSS, Torama a fost format inițial dintr-un cor de 9 bărbați. În cele din urmă, Vladimir Romashkin, cercetător și realizator de documentare, a devenit director al grupului. Dornic să comunice în limba rusă și erziană cu publicul, a făcut introduceri ample în fiecare melodie și dans, tradiții și ritualuri ale popoarelor din Mordovia, care au devenit părți integrante ale fiecărui spectacol. 
Ansamblul s-a bucurat de popularitate atât la nivel local (primind Premiul de Stat al Republicii), cât și la nivel mai înalt, la Moscova (primind în 1994 Medalia de Aur și Marele Premiu al Concursului de Muzică Tradițională Rusă „Vocea Rusiei”), precum și în evenimente culturale fino-ugrice din Finlanda, Estonia etc. Legăturile sale fino-ugrice au adus în cele din urmă ortografia latinizată a numelui grupului prin forma „oo” pentru „o” lung în loc de „o” simplu folosit în numele rusesc Torama. 
Grupul a apărut la festivaluri de muzică tradițională și jazz din Estonia, Letonia, Polonia, Suedia și Marea Britanie. 
După câțiva ani, repertoriul lor a evoluat pentru a include o parte instrumentală mai bogată, făcută posibilă prin reconstrucția unor instrumente din Mordovia dispărute, cum ar fi vioara garzi. În 2002, compozițiile instrumentale au devenit o parte importantă a fiecărei spectacole și au evoluat într-o direcție separată a activității grupului. 
În 2002, Vladimir Romashkin a murit. În memoria sa, a fost deschis un muzeu memorial în satul său natal Podlesnaya Tavla. 
Grupul, în timp ce și-a scăzut rata de activitate timp de câțiva ani, a rămas și și-a continuat activitatea, rămânând ansamblul tradițional din Mordovia de sine stătător cu cea mai lungă discografie. 
În 2007, a fost lansat un nou film de animație - Kuigorozh (pe baza unei povești mordoviene) de Pilot Animation Studio din Moscova, folosind documentări ample despre folclorul din Erzia și Mokșa cu ajutorul conducerii grupului și integrând muzica grupului ca și coloană sonoră. 

## Discografie
- 1996 Toorama - Melodii Mordoviene - Melodii de la Erzia Mordovia. MIPUCD 502, 1996. Melodii tradiționale în erziană (înregistrate și lansate în Finlanda)
- 2000 Toorama - Taga Eriaza Shkai! (în limba erziană, înregistrată și emisă în Estonia de către Eesti erza-moksha söprade selts, Asociația Estoniei de Prietenie Erzia-Mokșa)
- 2001 MeNaiset & Toorama - Mastorava (un album în limba erziană și finlandeză în colaborare cu corul feminin finlandez, 8 piese MeNaiset (colaborare la compozițiile 8-12, înregistrată în sala Leonora a Centrul de cursuri Kallio-Kuninkala al Academiei Sibelius în ianuarie 1997).); MMCD1; Etichetă: Sterns.
- 2002 Toorama - Godspeed (înregistrare: Kallio_Kuninkala, Javenpaa, Finlanda, IV / 1996; înregistrare și remix: Jouko Kyhala; mastering: Finnvox / Pauli Saastamoinen; produs de Toorama la Moscova și Saransk, în Rusia)
- 2018 Catch Up the Time

## Contribuție culturală

### Cântarea polifonică
Tradiția cântului fino-ugric este cel mai adesea descrisă drept bivocală, cu 2 linii vocale dezvoltate într-un cor. Muzicienii Toorama au insistat asupra dezvoltării unei linii melodice pentru fiecare membru, deoarece se consideră că două linii melodice sunt o simplificare a tradiției actuale. 

### Performanță instrumentală
În timp ce cântarea corului este reprezentată pe scară largă în satele din Mordovia și în Saransk, viața spectacolul ansamblului instrumental a fost practic stinsă până la momentul în care Toorama și-a început munca de reconstrucție și a dezvoltat instrumentele din nou. 